# Otis Air National Guard Base
Pour les articles homonymes, voir Otis et FMH.
Otis Air National Guard Base (code AITA : FMH) est une base aérienne de l'United States Air Force abritant le 102nd Fighter Wing, une unité de l'Air National Guard appartenant à la First Air Force.

## Localisation
Cette base est située dans le Massachusetts aux États-Unis, dans le Massachusetts Military Reservation (MMR), un camp d'entraînement militaire, au nord-ouest du Cap Cod, juste au sud du canal, incluant des quartiers des villes de Bourne, Mashpee, Sandwich et Falmouth.

## Historique
Cette base a été baptisée en 1938 à la mémoire d'un chirurgien, le lieutenant Franck Otis, un pilote décédé dans un accident d'avion en 1937.
En 2005, le département de la Défense dans le rapport BRAC Recommandations a demandé la fermeture de cette base ; 12 avions F-15 de la 102d Fighter Wing ont été affectés à la 125th Fighter Wing et à la 177th Fighter Wing ; 24 avions F-15C iront à Jacksonville Air Guard Station et 61 à Atlantic City Air Guard Station. Des aéronefs de l'US Navy et de l'US Coast Guard sont stationnés sur cette base.